# Miss Mundo 1956
Miss Mundo 1956 fue la 6.ª edición anual de Miss Mundo, cuya final se celebró en el Lyceum Theatre de Londres, el 15 de octubre de 1956, el concurso fue organizado y animado por Eric Morley. Atrajo a 24 delegadas de todo el mundo. Al final del evento, la ganadora fue Petra Schürmann de Alemania Occidental. Fue coronada por Miss Mundo 1955, Susana Duijm de Venezuela.

## Resultados
| Resultado final | Candidata                               |
| --------------- | --------------------------------------- |
| Miss Mundo 1956 | - Alemania Occidental – Petra Schürmann |
| 1.ª Finalista   | - Estados Unidos – Betty Lane Cherry    |
| 2.ª Finalista   | - Israel – Rina Weiss                   |
| 3.ª Finalista   | - Japón – Midoriko Tokura               |
| 4.ª Finalista   | - Dinamarca – Anne Rye Nielsen          |
| 5.ª Finalista   | - Suecia – Eva Bränn                    |

## Candidatas
24 delegadas concursaron en el certamen:
| País                | Delegada                   |
| ------------------- | -------------------------- |
| Alemania Occidental | Petra Schürmann            |
| Austria             | Margaret Scherz            |
| Bélgica             | Madeleine Hotelet          |
| Dinamarca           | Anne Rye Nielsen           |
| Estados Unidos      | Betty Lane Cherry          |
| Egipto              | Norma Dugo                 |
| Finlandia           | Sirpa Helena Koivu         |
| Francia             | Geneviève Solare           |
| Grecia              | Maria Paraloglou           |
| Holanda             | Ans van Pothoven           |
| Irlanda             | Amy Kelly                  |
| Islandia            | Agusta Gudmundsdóttir      |
| Israel              | Rina Weiss                 |
| Italia              | Angela Portaluri           |
| Japón               | Midoriko Tokura            |
| Marruecos           | Lydia Marin                |
| Nueva Zelanda       | Jeannette de Montalk       |
| Reino Unido         | Iris Alice Kathleen Waller |
| Suecia              | Eva Bränn                  |
| Suiza               | Yolanda Daetwyler          |
| Túnez               | Pascaline Agnes            |
| Turquía             | Suna Tekin                 |
| Unión Sudafricana   | Norma Vorster              |
| Venezuela           | Celsa Drucila Pieri Pérez  |

## Sobre los países en Miss Mundo 1956

### Debut
- Japón
- Marruecos
- Nueva Zelanda
- Unión Sudafricana
- Túnez

### Retiros
- Australia
- Ceilán
- Cuba
- Honduras
- Mónaco

### Regresos
- Egipto que compitió por última vez en Miss Mundo 1954.
- Suiza y  Turquía que compitieron por última vez en Miss Mundo 1954.

### Crossovers
Miss Universo
- 1956:  Reino Unido - Iris Alice Kathleen Waller (Tercera finalista)

Miss Europa
- 1956:  Finlandia - Sirpa Helena Koivu
- 1957:  Bélgica - Madeleine Hotelet

## Anécdota
Miss Grecia y Miss Islandia se desmayaron durante el certamen, las otras candidatas le prestaron ayuda de inmediato y no pasó a mayores.